# Dustin O'Halloran
Dustin J. O'Halloran (Los Angeles, 8 de setembro de 1971) é um pianista estadunidense que transforma música clássica em música contemporânea.
Ele já trabalhou com Sara Lov, da banda de dream pop Devics, e foi destaque na trilha sonora do filme Marie Antoinette (2006). Atualmente, O'Halloran vive em Berlim, Alemanha.
Seu "Prelude 2" foi apresentado em um anuncio do carro Audi A5; e "Opus 36" foi apresentada na BBC, durante um programa o especial sobre o Vietnã.
A música "Runner" foi apresentada em um comercial da Becel de 2007, em vários países.

## Discografia
- 2004 - Piano Solos
- 2006 - Piano Solos Vol. 2
- 2006 - Maria Antonieta (Trilha sonora)
- 2007 - Runner